# Mia Talerico
Mia Talerico (* 17. September 2008 in Santa Barbara, Kalifornien) ist eine US-amerikanische Schauspielerin, die durch ihre Rolle als Charlotte „Charlie“ Duncan in der US-Fernsehserie Meine Schwester Charlie Bekanntheit erlangte.

## Leben
Die an der Westküste der Vereinigten Staaten als Tochter von Chris und Claire Talerico geborene Mia Talerico bekam ihre erste Rolle im Jahre 2010, als sie im Juli 2009 nach erfolgreich absolviertem Casting in die Besetzung der von der Walt Disney Company produzierten Sitcom Meine Schwester Charlie aufgenommen wurde. Seitdem kam sie in jeder Episode bis zur Einstellung der Serie im Jahre 2014 zum Einsatz. In der Fernsehserie hatte sie die Titelrolle der Charlotte „Charlie“ Duncan inne.
Der Präsident von Disney Channel Worldwide, Gary Marsh, meinte in einem Interview, dass Mia Talerico, die zum Zeitpunkt des Castings gerade einmal zehn Monate alt war, das größte Risiko bei der Produktion der Serie darstellte. Zuvor suchte man eineiige Zwillinge oder Drillinge, die die Hauptrolle in der Serie übernehmen, da es aufgrund der Gesetzeslage schwierig sei, mit einem einzelnen Kleinkind durchgehend zu drehen. Ein weiterer Vorteil von Zwillingen bzw. Drillingen wäre gewesen, dass, wenn ein Kind ausgefallen wäre, man gleich das nächste zum Dreh hätte holen können. Dies hatte man beispielsweise in den 1980er-Jahren für die Fernsehserie Full House mit Mary-Kate und Ashley Olsen gemacht. Da das Produktionsteam jedoch bei der Suche nach eineiigen Zwillingen bzw. Drillingen, die passend für die Rolle gewesen wären, scheiterte, entschloss man sich schlussendlich Mia Talerico in den Cast aufzunehmen.
Talericos persönliche Meilensteine im realen Leben spiegeln sich auch in der Serie wider. Deshalb wurde auch laufend Claire Talerico, die Mutter der kleinen Mia, von den Produzenten darüber interviewt, was Mia im wirklichen Leben macht und auch welche Wörter sie spricht, um dies dann in die Geschichte der Sitcom einfließen zu lassen.

## Filmografie
- 2010–2014: Meine Schwester Charlie (Good Luck Charlie, Fernsehserie, 100 Episoden)
- 2011: Meine Schwester Charlie unterwegs – Der Film (Good Luck Charlie, It’s Christmas!, Fernsehfilm)
- 2013: Jessie (Fernsehserie, eine Episode)
- 2015: Shadow Theory (Kurzfilm)
- 2017: Photographic Memory (Kurzfilm)
- 2018: Mani (Fernsehserie, 14 Episoden)